# Acinocheirodon melanogramma
Genre
Espèce
Acinocheirodon melanogramma est une espèce de poissons téléostéens, la seule du genre Acinocheirodon.